# Бранко Поповић (земљорадник)
Бранко Поповић (Горња Бела Река, 1884—1948) био је српски земљорадник, учесник Балканских ратова и Првог светског рата и носилац Карађорђеве звезде са мачевима.
Рођен је 1. октобра 1884. године у Горњој Белој Реци, општина Чајетина, данас општина Нова Варош. У ослободилачке ратове 1912—1918. године отишао је као редов 3. чете 1. батаљона IV пешадијског пука првог позива. Поред Ордена Карађорђеве звезде са мачевима, Бранко је одликован и сребрном и златном Медаљом за храброст Милош Обилић и носилац је Албанске споменице.
После рата вратио се на породично имање, на којем је живео са породицом до 1948. године, када је умро.